# چشم بلبلی (مجموعه تلویزیونی)
چشم بلبلی یک مجموعه نمایشی تلویزیونی محصول سال ۱۳۸۷ به کارگردانی فروزان زاهدبیگی، کارگردانی تلویزیونی زهره جهانی،  نویسندگی هنگامه مفید و تهیه‌کنندگی سوسن کرامتی می‌باشد که از برنامه کودک و نوجوان شبکه دو پخش شد. این مجموعه در ۵۲ قسمت ۱۵ دقیقه‌ای شد.
داستان این مجموعه دربارهٔ زندگی زن و شوهری است که بچه دار نمی‌شوند و آنها بعد از مدت‌ها نذر و نیاز صاحب بچه‌ای می‌شوند، اما این بچه رشد طبیعی ندارد، این بچه که همان «چشم بلبلی» است خیلی ریزه میزه و کم رشد است. ....

## بازیگران
- آذر شکوری
- حمزه نصیری‌خواه
- رستم غلامی
- شاهین مرادی
- علیرضا ناصحی
- کوکب بوارو
- محسن قاضی‌مرادی
- مهدی آهنگری
- نیلوفر سجادی